# 国防部第五研究院
国防部第五研究院（简称国防部五院）是中华人民共和国首个研究导弹、火箭的研究机构，设立于1956年，1965年撤销并改组为第七机械工业部，七机部又于1982年5月改称航天工业部。

## 历史
1956年，国防部航空工业委员会主任聂荣臻向中国国务院、中共中央军委提出《关于建立我国导弹研究工作的初步意见》，建议成立导弹研究和管理机构，得到了批准。1956年8月6日，国防部第五局成立，钟夫翔任局长，钱学森任第一副局长兼总工程师，林爽任副局长兼副总工程师。1956年10月8日，国防部第五研究院在北京西郊解放军第466医院（北京军区空军医院，即今空军特色医学中心北区）小礼堂举行，国防部航空工业委员会主任聂荣臻元帅亲临会场并宣读命令。下设10个研究室。1957年3月1日，国防部第五局并入国防部五院。林爽任临时党委委员、副院长。
1957年9月3日，中华人民共和国政府组成了以航委主任聂荣臻为团长的代表团赴苏联，于1957年9月10日开始和以别尔乌辛为首的苏联政府代表团举行谈判。9月14日，别尔乌辛提交了协定文本。10月15日，中苏双方签定了《中华人民共和国政府和苏维埃社会主义共和国联盟政府关于生产新式武器和军事技术装备以及在中国建立综合性原子工业的协定》（简称《十月十五日协定》或《中苏国防新技术协定》）。
1957年10月30日，中国人民解放军总参谋长粟裕，副总参谋长黄克诚、陈赓召集王诤（通讯兵部主任）、朱明（通讯兵部政委）、李强（经贸部部长助理）、安东（航委秘书长）、钱学森（国防部第五研究院院长）、谷景生（国防部第五研究院政委）、刘秉彦（国防部第五研究院副院长）、林爽（国防部第五研究院副院长）等人开会研究“十月十五日协定”签定以后的新情况和新任务，以及导弹研究的领导和机构组织形式如何适应等问题。会议一致同意由国防部第五研究院作为总院，统一领导国防部第五研究院和中央军委通讯兵的军事电子科学研究院。
1957年11月15日，中华人民共和国国防部部长彭德怀向国务院总理周恩来报告，建议：以国防部第五研究院为总院，统一领导国防部第五研究院和军事电子科学研究院。以国防部第五研究院的一部分成立国防部第五研究院第一分院；以军事电子科学研究院作为国防部第五研究院第二分院；其党政工作、行政管理、物资保证都由总院统管。调通讯兵部主任兼军事电子科学研究院院长王诤任国防部第五研究院副院长。1957年11月16日，中国国务院总理周恩来任命钱学森为国防部第五研究院院长兼第一分院院长，刘有光为第五研究院政治委员。王诤为国防部第五研究院副院长兼第二分院院长；谷景生改任国防部第五研究院副政治委员兼第一分院政治委员；刘秉彦为国防部第五研究院副院长兼第一分院副院长。至此，国防部第五研究院第一分院、第二分院成立，并以周恩来总理任命国防部第五研究院主要领导的1957年11月16日为两个分院的成立日。1957年12月2日林爽被任命为国防部五院一分院副院长。1961年8月组建第三分院，即中国航天科工集团飞航技术研究院的前身。1964年6月组建第四分院，中国第一个固体火箭发动机研究所。
1964年5月22日，国防部五院召开第一次党代会，刘少奇、周恩来、朱德、邓小平等党和国家领导人接见全体代表。1964年11月，以国防部第五研究院为基础，成立中华人民共和国第七机械工业部，统一管理导弹、运载火箭的研究、设计、试制、生产和基本建设。五院院长王秉璋中将任七机部第一任部长。1964年12月26日，第三届全国人大第一次会议通过决定成立第七机械工业部的决议。国防部五院改组为中华人民共和国第七机械工业部。1965年4月3日林爽任国防五院四分院院长，4月30日林爽改任七机部第四研究院院长。

## 机构设置

### 第一分院
1957年11月16日，国务院总理周恩来任命钱学森为国防部第五研究院院长兼第一分院院长；谷景生改任国防部第五研究院副政治委员兼第一分院政治委员。
1957年12月9日，国防部部长彭德怀任命林爽由国防部第五研究院副院长改任国防部第五研究院第一分院副院长。中共国防部第五研究院党委决定，由第一分院副院长林爽主持第一分院工作。
1964年11月，国防部第五研究院第一分院改为第七机械工业部第一研究院。1982年4月，改称航天工业部第一研究院。1988年7月，改称航空航天工业部第一研究院。1989年2月，航空航天部批复同意该院的第二名称为“中国运载火箭技术研究院”，沿用至今。现为中国航天科技集团有限公司中国运载火箭技术研究院（航天科技一院）。

### 第二分院
1957年11月16日，国务院总理周恩来任命通讯兵部主任兼军事电子科学研究院院长王诤任国防部第五研究院副院长兼第二分院院长。该分院负责研究导弹控制系统。
现为中国航天科工集团有限公司防御技术研究院（航天科工二院）。

### 第三分院
现为中国航天科工集团有限公司飞航技术研究院（航天科工三院）。

### 第四分院
1962年在泸州成立，现为航天动力技术研究院。

## 历任领导
| 院长 1. 钱学森 特级文职干部（1956年10月－1960年3月） 2. 刘亚楼 上将（1960年3月－1962年6月） 3. 王秉璋 中将（1962年6月－1964年12月） 党委书记、第一副院长 - 王秉璋 中将（1960年3月－1962年6月）主持日常工作 副院长 - 林爽（？－1957年12月9日） - 刘秉彦（1957年11月16日－？，兼第一分院副院长） - 王诤（1957年11月16日－？，兼第二分院院长） - 钱学森（1960年3月－1964年12月）分管研究设计工作 | 政治委员 1. 谷景生 少将（1957.8-1957.11） 2. 刘有光 少将（1957.11-1964.12） 副政治委员 1. 谷景生 少将（1957年－？年，兼第一分院政治委员） |